# Comuna Ștefești, Prahova
Ștefești este o comună în județul Prahova, Muntenia, România, formată din satele Scurtești, Ștefești (reședința) și Târșoreni.

## Etimologie
Numele comunei își trage seva dintr-un antroponim, indicat de altfel și de N. Iorga în „Moșnenii de pe Varbilău și de pe Valea Buzăului” (Acad. Rom., Memoriile secțiunii istorice, seria III, tom. XII, mem. 14, ședința din 23 oct. 1931), unde consemna că locuitorii acestei așezări „Ștefeștii, (sunt) urmașii moșului Ștefu” (p. 209). Acest Ștef, Ștefu(l) sau Ștefa apare menționat și în DOR (p. 154-155), iar Șteful, ca nume de botez, este specificat și în „Pomelnicul Mănăstirii Bistrița”, publicat de Damian P. Bogdan prin 1941.

## Geografie
Comuna Ștefești se află situată în partea de nord a județului Prahova, pe valea râului Varbilău la o distanță de 45 km de orașul Ploiești, are un perimetru administrativ de 4457 ha din care intravilan 319,70 ha iar extravilan 4137 ha. Din suprafața totală, doar 1263 ha reprezintă suprafață agricolă.
Comuna situată în zona colinară de la poalele munților Grohotișu, pe valea râului Varbilău se învecinează, la est, cu orașul Slănic, la sud, cu comunele Varbilău și Cosminele, la vest, cu comunele Aluniș și Bertea, la nord, cu comuna Valea Doftanei, iar la nord-est, cu comuna Izvoarele. Teritoriul comunei Ștefești este situat în zona Subcarpaților Prahovei, zonă caracterizată prin relief destul de fragmentat, perimetrul construit este pe o terasă, lipsită de accidente de teren, cu o ușoară înclinare de la nord-vest la sud-est, numai pe partea stângă a Varbilăului. Așezată într-o regiune de interferență a dealului cu muntele, comuna Ștefești se învecinează către est cu orașul balnear și turistic Slănic; spre sud se mărginește cu satul Livadea, ce aparține comunei Varbilău; spre vest se învecinează cu Bertea, de care este legată prin vechi tradiții istorice, prin îndeletniciri și obiceiuri comune, iar la nord comuna se învecinează cu Valea Doftanei, mărginită de culmi muntoase, acoperite cu păduri de foioase și conifere, cu pășuni și fânețe naturale.
Are o întindere de 10 km, de-a lungul râului Varbilău, satele fiind situate în cea mai mare parte pe partea stângă a lui (satele Scurtești și Ștefești), excepție făcând satul Târșoreni ce se află pe partea dreaptă a pârâului. Comuna este încadrată de o parte și de alta de dealuri și munți cu o altitudine ce variază între 600–1.500 m. Munții sunt predominanți spre nord–estul și nord–vestul comunei, alcătuiți din formațiuni sedimentare, sprijinite pe un fundament de șisturi cristaline foarte vechi. În spațiul dintre văile Teleajenului și Doftanei se află Munții Grohotișu cu vârfurile Grohotișu de 1.766 m și vârful Trifoiul de 1.373 m. Acești munți sunt alcătuiți dintr-o culme cu direcția nord – sud din care fac parte „Grohotișul și Sf. Ilie” (1.588 m) spre sud este culmea joasă a „Nebunului” (între Teleajen și Crasna) iar spre sud-sud–vest culmea Rodilei, despărțită în două de valea Varbilăului. Între Crasna și Varbilău se află Culmea „Trifoiului”, „Șerban Vodă” și între Varbilău și Doftana culmea „Clăbucet – Păltinețu”. În această zonă predomină livezile cu pruni, meri, peri, nuci, precum și pășunile, fânețele și pădurile. Pe teritoriul județului se intersectează paralela de 45 grade latitudine nordică cu meridianul de 26 grade latitudine sudică.
Comuna este deservită de șoseaua județeană DJ216A, care o leagă spre sud de Vărbilău.

### Căi de acces
Rețeaua stradală a comunei Ștefești are o structură desfășurată în lungul căilor de comunicație importante și s-a dezvoltat având la bază rețeaua de drumuri comunale, județene și naționale. Principalele drumuri ce trec prin localitate sunt: DJ 216A, DC 14 si DC 15. Rețeaua de drumuri se întinde pe o lungime de 28,0 km din care: modernizate 12,5, pietruite 11,3, de pământ 4,2. Comuna Ștefești leagă satele comunei cu DJ 101 A si cu DJ 102 G prin drumurile comunale DC 14 si DC 15. DC -14 pornește din DJ 101 A (între localitățile Aluniș și Prăjani) – până la Ștefești Km 8+000. DC - 15 pornește de la DJ 102 G (Slănic) – Ștefești (DC-14) are o lungime de 5,4 Km. Intersecțiile dintre drumuri sau dintre străzile comunei sunt amenajate și sistematizate. Transportul de tranzit ocolește comuna Ștefești întrucât este un punct terminus, iar transportul de tranzit se desfășoară pe DJ 101 A si pe DJ 102 G. Transportul în comun este deservit de S.C.T.C. Plopeni pe ruta Plopeni- Ștefești cu lungime de 25 Km și din Varbilău spre ruta Varbilău –Ștefești în lungime de 12 Km. Transportul de călători și de marfă prin C.F.R se face pe ruta Ploiești – Slănic pe lungimea de 45 Km. Cea mai apropiată stație C.F.R. este cea de la Varbilău, la o distanță de 4 Km de la intrarea în comună.

## Demografie
Componența etnică a comunei Ștefești
     Români (95,18%)
     Alte etnii (4,82%)
Componența confesională a comunei Ștefești
     Ortodocși (93,83%)
     Alte religii (1,04%)
     Necunoscută (5,13%)
Conform recensământului efectuat în 2021, populația comunei Ștefești se ridică la 1.929 de locuitori, în scădere față de recensământul anterior din 2011, când fuseseră înregistrați 2.137 de locuitori. Majoritatea locuitorilor sunt români (95,18%). Din punct de vedere confesional, majoritatea locuitorilor sunt ortodocși (93,83%), iar pentru 5,13% nu se cunoaște apartenența confesională.

## Politică și administrație
Comuna Ștefești este administrată de un primar și un consiliu local compus din 11 consilieri. Primarul, Vasile Tăbăraș[*], de la Partidul Social Democrat, este în funcție din 2008. Începând cu alegerile locale din 2024, consiliul local are următoarea componență pe partide politice:
|  | Partid                          | Consilieri | Componența Consiliului | Componența Consiliului | Componența Consiliului | Componența Consiliului |
|  | ------------------------------- | ---------- | ---------------------- | ---------------------- | ---------------------- | ---------------------- |
|  | Partidul Social Democrat        | 4          |                        |                        |                        |                        |
|  | Alianța pentru Unirea Românilor | 3          |                        |                        |                        |                        |
|  | Partidul România în Acțiune     | 2          |                        |                        |                        |                        |
|  | Partidul Național Liberal       | 1          |                        |                        |                        |                        |
|  | Partidul Puterii Umaniste       | 1          |                        |                        |                        |                        |

### Evoluție istorică
Evoluția demografică a comunei Ștefești a fost următoarea: în 1872 erau 800 de locuitori, în 1897 – 899, în 1960 – 2077, în 1965 – 2135, în 1970 – 2473, în 1975 – 2624, în 1980 scădea la 2512, iar în 1984 erau 2556 de locuitori. Ocupația lor era pomicultura, creșterea animalelor, iar în a doua parte a sec. XX munca în industrie. În perioada anilor 1970-1990, mulți locuitori au fost angajați în industria județului Prahova.

## Infrastructura
Dotarea infrastructurală a zonei este reprezentată prin: alimentare cu energie electrică pe 100% din spațiu, apă potabilă pe 80%, drum asfaltat pe 43%, serviciu de telefonie și internet prin fibra optica. Alimentarea cu apă provine din râul Varbilău. Canalizare – este in faza de proiect. Drumuri – modernizare pe 20 km de drum comunal și pietruirea a 7 km. Gaz - este in faza de proiect. Electricitate – pe stâlpi de beton ; iluminat stradal. Telefonie – Romtelecom, Vodafone, Orange, Cosmote.
Investițiile în curs au ca scop extinderea corpului școlii din Ștefești, în valoare de 3,6 miliarde cu fonduri de la Ministerul Educației ; formarea de punți pietonale – 100 milioane – buget propriu și realizarea unei balastiere. Investițiile în proiect vizează modernizarea rețelei de apă potabilă – 17 miliarde.

## Istoric
Istoricul comunei nu este prea cunoscut. Se știe că așezarea ar fi luat ființă între 1513-1520, deci cam în vremea când Neagoe Basarab și-a redactat vestitele sale „Învățături către fiul său Teodosie”, de către un oarecare Ștefan, probabil acel „moș Ștefu” invocat de Iorga.
Satul Scurtești apare mai târziu, numele trăgându-se de la un căpitan al lui Șerban Vodă Radu – domnitor al Țării Românești 1601, numit Scurtu, și căruia domnul i-a dăruit locuri aici după venirea sa în țară din Ardeal și luptele de pe Teleajen 
Un alt document care atestă localitatea datează de vreo jumătate de secol mai târziu. Este vorba de zapisul unui anume Radu Brânzea prin care vindea o funie de loc din satul Ștefești vătafului Iane oz Izvora za plaiu la 5 mai 1734 .
Din același veac este și documentul încheiat la 18 febr. 1756, care marchează ieșirea din indiviziune a lui Marin sin Ilinchii ot Ștefești hotărâtă de megieșii orânduiți din poruncă domnească prin porunca dumnealui Petre vel Stolnic, ispravnic ot sud Saac .
În acest secol, Ștefeștii sunt consemnați și în „memoriile” (1788) generalului Bauer. Mai spre sfârșitul secolului, la 5 febr. 1799, apare o foaie de zestre a „Joiței, fiica lui Mareș Botezatu, care Mareș a fost ginere lui Miclea vătaful, iar Miclea vătaful a fost fiul lui Ene vătaful” în vederea căsătoriei sale cu Panca ot Valeni (strămoșul colonelului Panca, de la care N. Iorga și-a cumpărat casa, astăzi muzeu) și care cuprindea, în afara a nenumărate bunuri și terenuri și „22 stânjeni moșie, în hotarul Ștefeștilor” .
În veacul următor, Ștefeștii sunt menționați și de Dionisie Fotino în „Istoria generală a Daciei…” (1815), dar apar și în Analele parlamentare din 1831, când se precizează că localitatea nu are decât 42 familii și făcea parte din Plaiul Teleajen al județului Săcuieni .
Referitor la numele satului Scurtești, se spune că numele se trage de la un căpitan al lui Șerban Vodă Radu - domn al Țării Românești între anii 1602 –1631, numit Scurtu, căruia domnul i-ar fi dăruit locuri aici, după venirea sa în țară prin Ardeal și după luptele de la Teleajen . Din cele relatate în textul citat se poate trage concluzia că primele case și gospodării din partea de nord a comunei sunt ulterioare anului 1602, când domnul Țării Românești – Radu Vodă, are o strălucită biruință în bătălia de la Ogrețin - Teișani, din 13-14 septembrie 1602, împotriva oștilor moldo - polono - tătărăști conduse de Simion Movilă și de hanul tătar Ghirai. Referitor la această bătălie, se arată că o puternică armată moldo–polono-tătară pătrunde în țară la începutul lui septembrie 1602. Pe 13 septembrie ajunge în Ogrețin, unde este întâmpinată de armata munteană, care avea în frunte pe viteazul Radu – Șerban, prahovean, de fel din Mărginenii Prahovei, alături de care luptau încercații oșteni ai lui Mihai Viteazul, în frunte cu Stroe, Radu și Preda Buzescu. În urma obținerii acestei victorii, domnul răsplătește pe căpitanul Scurtu cu terenurile unde se va face satul Scurtești.
Totuși, prima apariție documentară a localității are loc abia în 1831, în Analele parlamentare, unde e adevărat că se precizează că însumează 128 de familii, adică de trei ori populația Ștefeștilor. Atât satul Ștefești cât și Scurtești s-au constituit ca așezări unde vom întâlni atât proprietate boierească dar și proprietatea țăranilor moșneni care trăiau în obști.
Într-un alt document scris în 1690, se atestă existența comunei Ștefești în timpul lui Constantin Brâncoveanu 1688–1714 ca sat care este înscris în condica de venituri și cheltuieli a domnului. Satul plătește dări către domn, alături de satele Chiojd, Starchiojd, Bataca, Ogrețin, Bătrâni, Drajna. Pe lângă plata dărilor avea și îndatoriri militare. Spre sfârșitul secolului al XIX și începutul secolului XX-lea se formează și cea de-a treia așezare a comunei – satul Târșoreni, situat pe partea dreaptă a râului Varbilău.
O altă variantă a denumirii comunei Ștefești, puțin probabilă, ar fi că primii locuitori au venit din Ardeal, deoarece în comuna Poiana Sibiului există două vârfuri de munte care se numesc: Șteflești și Pietriceana. Comuna Brebu, care este în apropierea comunei Ștefești, are în componență satul Pietriceaua, deci este de presupus că, printr-o transformare lingvistică, de la Pietriceana a rezultat Pietriceaua și de la Șteflești a rezultat Ștefești. Acum 480 ani, prin această zonă treceau turmele de oi către bălțile Dunării. Cum județul Săcuieni avea poteci larg cutreierate de turme de oi, poate că un păstor ardelean din Șteflești a rămas în județul Săcuieni și a dat numele localității.
La sfârșitul secolului al XIX-lea, comuna făcea parte din plaiul Vărbilău din județul Prahova (interbelic) și era formată din satele Ștefești și Scurtești, având în total 899 de locuitori. În comună funcționau 6 herăstraie și 19 mori pe râul Vărbilău, o carieră de piatră, o școală înființată în 1889 și o biserică aflată în satul Scurtești.
În perioada interbelică, comuna Ștefești aparținea tot plășii Varbilău și avea în subordine în plus față de Scurtești și satul Livadea, întrucât comuna cu reședința acolo fusese desființată.
În 1950, comuna a fost arondată raionului Câmpina din regiunea Prahova și apoi (după 1952) din regiunea Ploiești. În 1968 a fost arondată din nou județului Prahova, reînființat, în componența actuală, satul Livadea trecând la comuna Vărbilău.

## Monumente istorice
În comuna Ștefești se află biserica de lemn „Nașterea Maicii Domnului” (1780), monument istoric de arhitectură de interes național, aflată în cimitirul din satul Scurtești.
În rest, alte cinci obiective din comună sunt incluse în lista monumentelor istorice din județul Prahova ca monumente de interes local, toate fiind clasificate ca monumente de arhitectură și toate aflate în satul Ștefești: casele Gheorghe Bucur (sfârșitul secolului al XIX-lea), Nicolae Șerban, Maria Belea, Constantin Târșoreanu și Maria State (începutul secolului al XX-lea).